# Thaïs Alessandrin
Pour les articles homonymes, voir Alessandrin.
Thaïs Alessandrin, née en septembre 1998 à Paris, est une actrice française.

## Biographie
Thaïs Alessandrin est la fille des réalisateurs Lisa Azuelos et Patrick Alessandrin et la petite-fille de Marie Laforêt. Baignée depuis toute petite dans le monde du cinéma, elle se retrouvera devant la caméra dès ses 11 ans dans LOL, le premier film réalisé par sa mère, avec Sophie Marceau et Christa Theret, où elle interprétera la petite sœur de l'héroïne Lola. En 2018, elle joue également dans le film Mon bébé réalisé par sa mère où elle joue la fille de Sandrine Kiberlain. En 2026, on devrait la retrouver dans LOL 2.0, la suite de son premier film.

## Filmographie

### Cinéma
- 2009 : LOL de Lisa Azuelos : Louise
- 2014 : Une rencontre de Lisa Azuelos : Jeanne
- 2019 : Mon bébé de Lisa Azuelos : Jade
- 2019 : All Inclusive de Fabien Onteniente : Manon
- 2022 : I Love America de Lisa Azuelos : Thaïs
- 2026 : LOL 2.0 de Lisa Azuelos : Louise